# Бунець
Бунець (рум. Buneți) — село в складі муніципію Кишинів в Молдові. Входить до складу сектора Чокана та до складу комуни, адміністративним центром якої є село Тогатін.